# Polerady (Mosti járás)
Polerady település Csehországban, a Mosti járásban. Polerady Výškov, Volevčice, Bečov és Lišnice településekkel határos. Lakosainak száma 231 fő (2024. január 1.).

## Népesség
A település lakosságának változását az alábbi diagram mutatja:
| Lakosok száma | 308  | 452  | 526  | 333  | 207  | 220  | 240  | 245  | 226  | 231  |
|               | 1869 | 1900 | 1921 | 1961 | 1980 | 2011 | 2016 | 2019 | 2021 | 2024 |